# Mitsubishi A7M

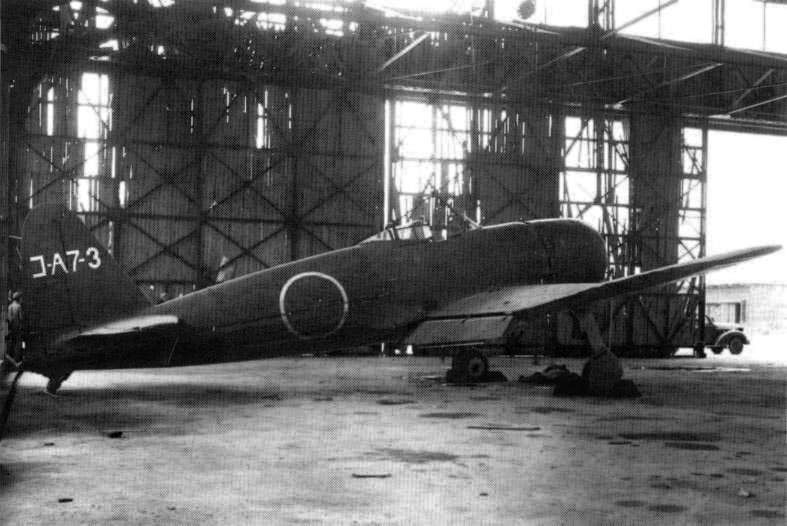
Mitsubishi A7M2 Reppu

Die Mitsubishi A7M Reppu (Hurrikan) war ein japanisches Trägerjagdflugzeug, das während des Zweiten Weltkriegs als Nachfolger der Mitsubishi A6M geplant wurde und nicht zur Serienproduktion kam. Der alliierte Codename lautete Sam.

## Entwicklung
Der Erstflug des Prototyps mit einem Nakajima NK9K Homare als Antrieb fand am 6. Mai 1944 statt. Die ungenügende Höhenleistung dieses Motors führte zur Installation des Mitsubishi MK9A in den folgenden sechs Prototypen, die als A7M2 bezeichnet wurden. Die A7M2 flog erstmals am 13. Oktober 1944 und erreichte 630 km/h.
Es wurde noch ein Exemplar der Serienausführung gebaut, jedoch verhinderten die Luftangriffe der Alliierten sowie ein Erdbeben in der Region die Weiterführung der Serienproduktion, so dass es nur bei acht Exemplaren blieb.

## Varianten
- A7M1: Erste Version, angetrieben von einem Motor Nakajima Homare 22 mit 1491 kW (2000 PS). 1 Stück gebaut.
- A7M2: Verbesserte Version, angetrieben von einem Motor Mitsubishi Ha-43 mit 1640 kW (2200 PS). 7 Prototypen gebaut.
- A7M3: Landgestützte Version. Wurde nicht gebaut.
- A7M3-J: Landgestützte Version. Wurde nicht gebaut.

## Technische Daten
| Kenngröße             | Daten A7M2                                  |
| --------------------- | ------------------------------------------- |
| Besatzung             | 1                                           |
| Länge                 | 10,99 m                                     |
| Spannweite            | 14,00 m                                     |
| Höhe                  | 4,28 m                                      |
| Flügelfläche          | 30,86 m²                                    |
| Flügelstreckung       | 6,4                                         |
| Antrieb               | Ein Mitsubishi Ha-43 mit 1640 kW (2200 PS)  |
| Höchstgeschwindigkeit | 630 km/h in 6.600 m Höhe                    |
| größte Reichweite     | 2.730 km                                    |
| Dienstgipfelhöhe      | 10.900 m                                    |
| Bewaffnung            | vier 20-mm-MK und bis zu zwei 250 kg Bomben |
| max. Startmasse       | 4.720 kg                                    |